# (15041) Paperetti
(15041) Paperetti est un astéroïde de la ceinture principale.

## Description
(15041) Paperetti est un astéroïde de la ceinture principale. Il fut découvert le 8 décembre 1998 à San Marcello Pistoiese par Luciano Tesi et Andrea Boattini. Il présente une orbite caractérisée par un demi-grand axe de 2,26 UA, une excentricité de 0,17 et une inclinaison de 5,8° par rapport à l'écliptique.

## Compléments